# Кривошапкин, Алексей Леонидович
Алексей Леонидович Кривошапкин (род. 15 мая 1953 года, Новосибирск, СССР) — советский и российский учёный-нейрохирург, член-корреспондент РАМН (2011), член-корреспондент РАН (2014).

## Биография
Родился 15 мая 1953 года в Новосибирске.
В 1976 году — с отличием окончил Новосибирский государственный медицинский институт.
В 1993 году — защитил докторскую диссертацию.
Проходил повышение квалификации в США, Германии и в 1995—1998 работал в Англии по приглашению Медицинского Центра Королевы, где занимался также преподавательской деятельностью. Внесен в Регистр специалистов Великобритании и избран членом Королевского Колледжа Хирургов Англии.
В 2001 году — организовал Нейрохирургический центр на базе железнодорожной медицины в Новосибирске.
С октября 2007 года — руководитель центра нейрохирургии и ангионеврологии НИИ патологии кровообращения имени академика Е. Н. Мешалкина.
В 2006 году — назначен заведующим открытой в Новосибирском государственном медицинском университете кафедры нейрохирургии.
В 2011 году — избран членом-корреспондентом РАМН.
С 2012 года — генеральный директор «Новосибирского Института Нейронаук».
В 2014 году — стал членом-корреспондентом РАН (в рамках присоединения РАМН и РАСХН к РАН).
В 2014 году — возглавил нейрохирургическую службу и стал ректором медицинской школы ЕМЦ (Европейский Медицинский Центр) в Москве, оставаясь главным научным сотрудником НМИЦ имени академика Е. Н. Мешалкина и заведующим кафедрой нейрохирургии НГМУ.
В 2021 году - стал заведующим кафедрой неврологии, нейрохирургии с курсом комплексной реабилитации в РУДН им. Патриса Лумумбы.

## Научная деятельность
Специалист в области нейрохирургии.
Сфера научных интересов — сосудистые заболевания головного мозга и нейроонкология.
Совместно с учеными из Института катализа СО РАН им был создан отечественный биологический клей Сульфакрилат, который с успехом применяется в разных областях нейрохирургии.
Автор 256 научных работ, в том числе монографии, а также 17 патентов, 6 учебных пособий. Автор пяти нейрохирургических технологий.
Резидент Сколково.
В 2015 году на VII Съезде нейрохирургов России избран почетным членом Ассоциации нейрохирургов Российской Федерации.
Член редакционной коллегии журналов «Нейрохиругия» (Россия), «Вестник неврологии, психиатрии и нейрохирургии», «Сибирский научный медицинский журнал».